# Alexandru Ioan Cuza

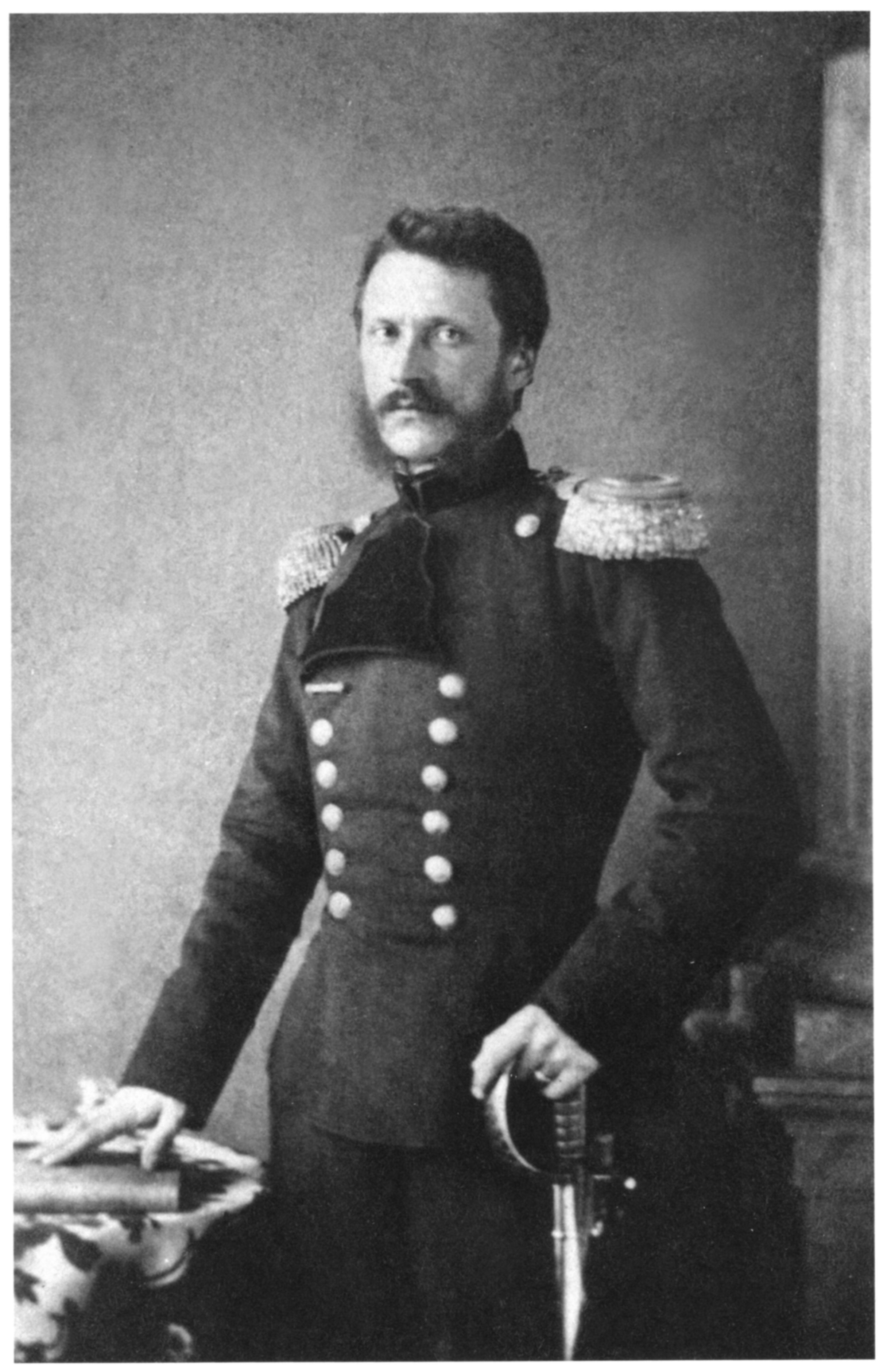
Alexandru Ioan Cuza

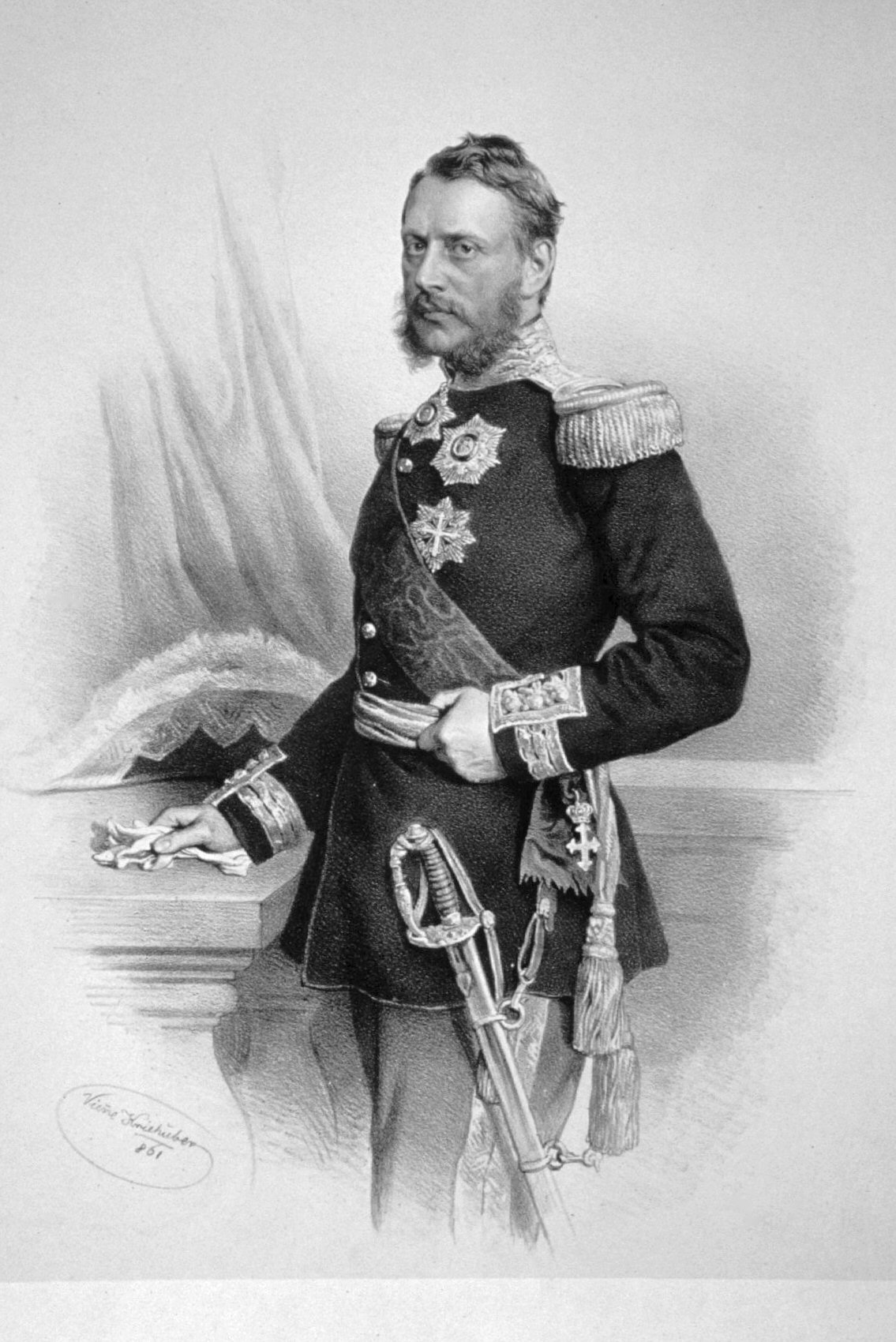
Fürst Alexander Johann Cuza, Lithographie von Josef Kriehuber (1861)

Alexandru Ioan Cuza (Ausspracheⓘ, als Fürst Alexandru Ioan I.; * 8. Märzjul. / 20. März 1820greg. in (nach unterschiedlichen Angaben) im Dorf Barboși (der heutigen Gemeinde Hoceni) in Huși oder in Bârlad damals Fürstentum Moldau, heute Rumänien; † 15. Mai 1873 in Heidelberg) war Gründer und erster Fürst des Fürstentums Rumänien (1859–1866).

## Leben
Cuza ging in Iași zur Schule und absolvierte 1835 das Baccalauréat in Paris, wo er darauf ein Jura-Studium begann. Ohne es zu beenden, kehrte er in die Moldau zurück und trat in die Armee ein. 1844 heiratete er Elena Cuza. 1848 beteiligte er sich am Aufstand und floh danach nach Siebenbürgen. 1849 kehrte er zurück und wurde Vorsteher des Kreises Covurlui. 1851 wurde Cuza zum Ministerialdirektor im Innenministerium ernannt. 1857 wurde Cuza als Vertreter der Stadt Galați Abgeordneter und im Jahr darauf Kriegsminister.
Im Januar 1859 wurde Cuza zum Fürsten der Moldau und wenige Wochen später, am 24. Januar (Nationalfeiertag, Tag der Einheit) zum Fürsten der Walachei gewählt und legte damit das Fundament zum späteren Rumänien. Zunächst widersetzten sich aber die Großmächte, vor allem Österreich und die Hohe Pforte (Osmanisches Reich), bis im September 1859 die Doppelwahl anerkannt wurde. Am 24. Dezember 1861 proklamierte er unter der Oberhoheit des Osmanischen Reiches den Staat România mit der Hauptstadt Iași, die ein Jahr später – nach der formalen Vereinigung der beiden Länder – von Bukarest abgelöst wurde. Er gründete sowohl die Musikhochschule als auch die Kunsthochschule in Bukarest.
Nach französischem Vorbild begann er mit seinem Ministerpräsidenten Mihail Kogălniceanu das Land zu modernisieren und den Bodenbesitz zu reorganisieren. Damit zog er den Widerstand einheimischer Kirchenfürsten und des Adels auf sich, aber auch aus Russland und dem Osmanischen Reich. Seine Gegner wollten die Vereinigung der zwei Fürstentümer rückgängig machen und ihn durch einen europäischen Fürsten auf den Thron ersetzen. Eine konspirative Gruppe von Militärs drang in den frühen Morgenstunden des 11. Februarjul. / 23. Februar 1866greg. in den Palast ein und zwang den Fürsten zur Abdankung. In den folgenden Tagen wurde er außer Landes geschafft.
Die Verschwörung rief den Nachfolger Karl von Hohenzollern-Sigmaringen, der am 26. März 1866 offiziell zum neuen Fürsten erhoben wurde.
Danach lebte Cuza im Exil in Paris und später in Wien. Krankheitsbedingt reiste er ins badische Heidelberg zu einem Spezialisten, dort starb er am 15. Mai 1873. Er wurde in der Biserica Domnească in Ruginoasa beerdigt. Seinem Wunsch entsprechend wurden seine Gebeine nach dem Zweiten Weltkrieg in die Biserica Trei Ierarhi in Iași umgebettet.

## Ehrungen
Am 3. Juli 2011 fand die feierliche Enthüllung der Büste von Alexandru Ioan Cuza im Stadtgarten Heidelberg statt. Die Büste, das Werk des Bildhauers Constantin Ionescu, ist ein Geschenk des Kreises Prahova und des Museums für Archäologie und Geschichte Prahova an die Stadt Heidelberg. Außerdem ist im Heidelberger Stadtteil Kirchheim der Cuzaring nach ihm benannt.
In einer kleinen Grünanlage in Bukarest, die einen Zugang zur Patriarchenkathedrale formt, steht ein bronzenes Standbild des Fürsten.
In der rumänischen Hauptstadt wurde auch ein Park nach dem Staatsgründer oder auch Parcul IOR benannt. Des Weiteren ist die Universität in Iași nach ihm benannt.